# Zenaida aurita

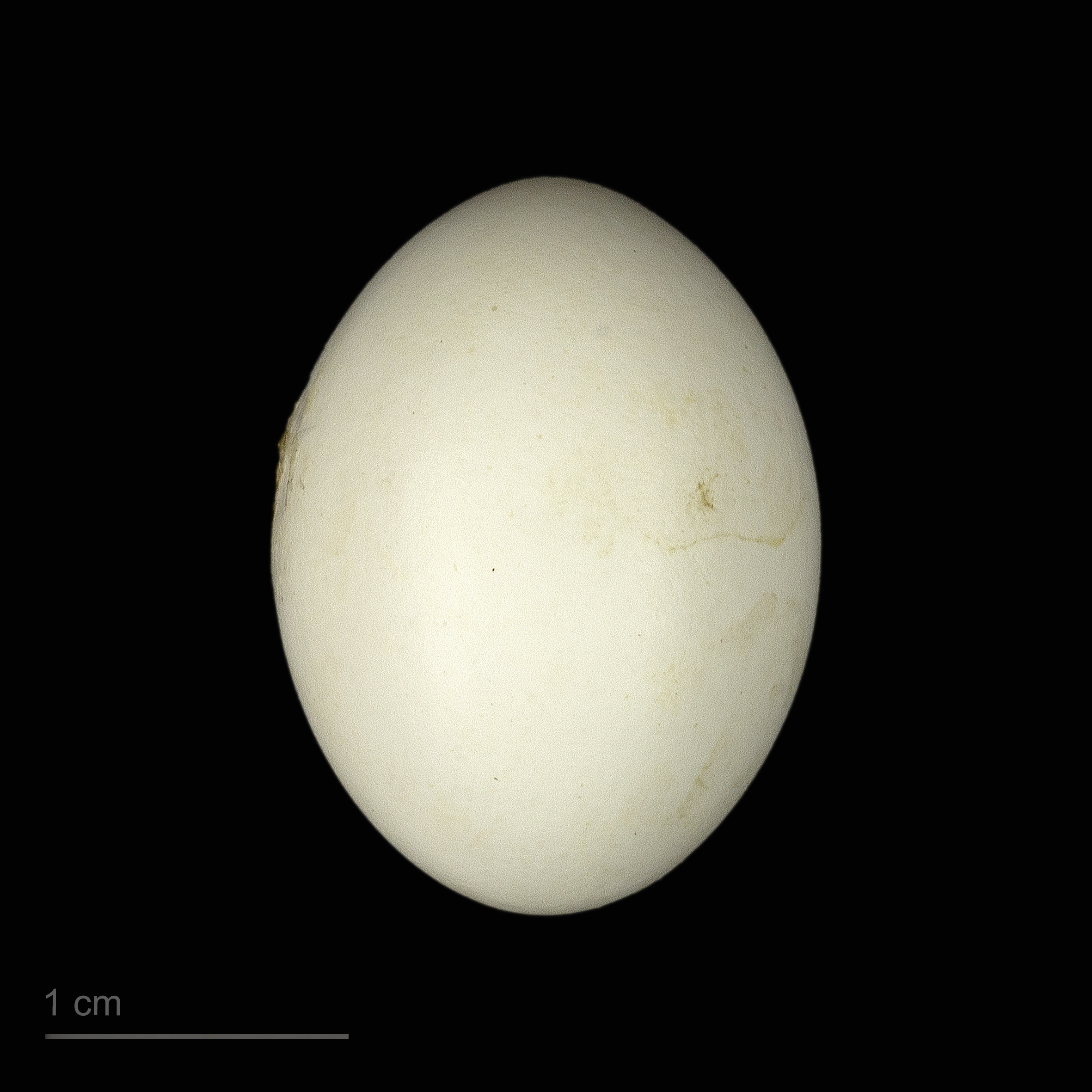
Zenaida aurita aurita - MHNT

La zenaida caribeña, guanaro, paloma guanaro, paloma sanjuanera, paloma aurita, paloma de Zenaida, rolón, rolón turco, tórtola zenaida, tórtola cardosantera o huilota caribeña (Zenaida aurita) es un ave columbiformes de la familia Columbidae. Es el ave nacional de Anguila. Suele poner dos huevos.
La tórtola zenaida suele medir entre 28-30 cm y poner dos huevos. Generalmente ser objeto de caza deportiva.